# Opera (Zeus!)
Impossibile serializzare i dati
Opera è il secondo album in studio del gruppo musicale Zeus!, pubblicato nel 2013 dalle etichette Santeria, Three One G ed Offset Records.

## Tracce
1. Lucy In The Sky With King Diamond
2. Sick And Destroy (Feat. Justin Pearson)
3. Decomposition N. !!!
4. Set Panzer To Rock
5. Beelzebulb
6. La Morte Young
7. Giorgio Gaslini Is Our Tom Araya
8. Bach To The Future
9. Eroica
10. Grey Cerebration
11. Blast But Not Liszt

## Formazione
- Luca Cavina - voce, basso
- Paolo Mongardi - batteria
- Vincenzo Vasi - theremin